# 織田達勝
織田達勝（？—？），是日本戰國時代的武將。室町幕府管領斯波氏的家臣。尾張下四郡的守護代。官位是大和守（『寬政重修諸家譜』）。父親是織田寬定（『信長公記』）（『寬政重修諸家譜』記載是織田勝秀）。尾張清洲城城主。兒子（一說是養子）有織田信友（彦五郎）。女兒是織田信秀的正室（後來離婚）。

## 生平
永正10年（1513年），先代織田達定（被推測是達勝的哥哥）與尾張守護斯波義達鬥爭，在達定被殺害後（義達遠征遠江被認為是原因）成為清洲織田氏（織田大和守家）的後繼者。受到清洲三奉行的輔佐，而三奉行家之一的勝幡城城主織田信定（織田彈正忠家的當主）開始抬頭。
在永正13年（1516年）向妙興寺發出寺領安堵（確保領地）的判物（文書），文書上有清州三奉行的連署。享祿3年（1530年），以守護斯波義統的代理身份率兵上洛，不過這不是以軍事為目的而歸還，而這次行動引起織田氏一族的反對。在天文元年（1532年）期間與信定的後繼人織田信秀（織田彈正忠家當主），達勝與同樣是三奉行家的織田藤左衛門家一同與信秀戰鬥，不過後來雙方達成和睦。
卒年不詳，不過可以肯定的是在永正年間後半期至天文年間的後半期仍然在世，被推測在非常長時間都在守護代的地位。後來由信友成為新的守護代。
而關於織田氏的出身亦有諸多説法，不過達勝在永正15年（1518年）於勝獄山円福寺（現今愛知縣春日井市）的制札上寫上「藤原達勝」，因此達勝自身都自稱是藤原氏。